# Ángeles sin paraíso
Ángeles sin paraíso es una telenovela mexicana infantil para la empresa Televisa producida por Pedro Damián y dirigida por Juan Carlos Muñoz, que se transmitió por El Canal de las Estrellas desde el 9 de noviembre de 1992 al 29 de enero de 1993. Con una historia original de Lorena Salazar y Eduardo Quiroga, este melodrama narra las vidas de dos pequeños niños atormentados por su malvada tía.
Tuvo como protagonistas infantiles a Felipe Colombo y Anahí, como adultos a Evita Muñoz "Chachita", Serrana y Fernando Balzaretti y cuenta con las participaciones antagónicas de Patricia Bernal y Eduardo Cassab.

## Sinopsis
Aurora Sombría es una mujer amargada y malvada, quien tras asesinar secretamente a su hermano millonario debe criar a sus sobrinos Claudia y Andrés, quienes han sido separados de su madre Martha por la propia Aurora. Ella mantiene a los niños encerrados todo el día y disfruta de hacerles daño y maltratarlos. Los hermanos deben cuidarse uno al otro y tratar de ser valientes, pues su malvada tía los atormenta con historias de brujas y espantos que rondan la oscura e inmensa mansión donde viven, en la que no conocen de juegos ni televisión por lo que deben conformarse con las pocas horas que su tía los deja salir al jardín.
Claudia es una niña inteligente y audaz, que la mayoría de las veces defiende al pequeño Andrés de su tía ya que él es algo tímido y miedoso. A pesar de la soledad de estos niños, nunca están del todo solos pues logran hacerse amigos de la servidumbre quienes se convierten en cómplices de sus juegos.
Los sirvientes, cansados del maltrato de Aurora hacia los niños, los ayudan a escaparse de la casa para que puedan encontrar a su madre y se liberen para siempre de la maldad de su tía, y aunque al principio ella parece feliz de librarse de sus sobrinos, se da cuenta de que esto la perjudica demasiado ya que sin ellos no podrá obtener la enorme fortuna de su fallecido hermano, que realmente pertenece a su cuñada Martha, quien va a la casa a buscar a sus hijos y Aurora le miente haciéndole creer que los niños han muerto mostrándole sus tumbas en el cementerio, sin embargo Morrongo, un trabajador humilde de títeres de la calle que ha estado refugiando a los niños de Aurora, lo desmiente todo. Aurora, tras enterarse de que Martha ha descubierto sus planes, la secuestra y amenaza a los niños con asesinarla si no declaran a su favor frente al notario para que pueda tomar posesión de la fortuna.
Después los niños se pierden en medio del campo y en la noche hacen una abuelita de trapo para que los abrigue, y mágicamente esta cobra vida y se hace llamar Mamá Chonita, quien desde ese momento se convierte en su protectora.
Al final, Martha logra liberarse de su cuñada con la ayuda de Morrongo, quien va a la casa a rescatarla y llega a tiempo a la notaría junto con los sirvientes quienes testifican a su favor, quedándose con la custodia de sus hijos lo mismo que la fortuna de su difunto marido, logrando así vencer a la malvada Aurora. Pero después, cuando el tormento parecía haber terminado, Aurora secuestra a los niños en la mansión en donde les revela que ella mató a su padre y provoca un incendio para matarlos, pero muere al caer de las escaleras y Morrongo logra salvarlos del fuego.
Finalmente Claudia y Andrés inician una vida feliz junto a su madre Martha.

## Elenco
- Anahí - Claudia Cifuentes Galicia
- Felipe Colombo - Andrés Cifuentes Galicia
- Patricia Bernal - Aurora Sombría
- Evita Muñoz "Chachita" - Asunción "Mamá Chonita"
- Serrana - Martha Galicia de Cifuentes
- Fernando Balzaretti - Morrongo
- Eduardo Cassab - Mustieles
- Luis de Icaza - Juan
- Josefina Echánove - Lucía
- Carmelita González - Amalia
- Raquel Pankowsky - Brígida
- Gonzalo Sánchez - Matías
- Fabiola Falcón - Filomena
- Darío T. Pie - Urbano
- Manuel Landeta - Abelardo Cifuentes
- Beatriz Moreno - Antonia "Toña" Ortiz
- Amparito Arozamena - Martina
- Abraham Stavans - Dr. Gálvez
- Diego Luna - Moisés
- Jorge Poza - Chato
- Irving Montaño - Sófocles
- Salvador Garcini - El Zorro
- Juan Carlos Mendoza - Pedro
- Angélica Vale
- Jesús Ochoa
- Mónika Sánchez - Andrea
- Marcial Salinas
- Bárbara Eibenshutz
- Paco Sañudo
- Alejandra León
- Tamara Shanath
- Ignacio Retes
- Antonio Astudillo
- Dolores Salomón "Bodokito"
- Mauricio Bravo
- Anita Peña
- Lorena Poucel
- Cinthia Torres
- Héctor Ávila
- Víctor Barreto
- Andrea Muñoz
- José Arévalo
- Isabel Cortázar
- Carlos González
- Raúl Barrón
- Javier Zaragoza
- Jesús Vargas
- Yoshiki Takiguchi
- Daniel Habif
- Abraham Pons
- Monserrat Castro
- Eugenio Polgovsky
- Hernán Mendoza
- Rodolfo Vélez
- René Campero
- Jair Román
- Michelle Renaud

## Equipo de producción
- Historia original de: Lorena Salazar, Eduardo Quiroga
- Edición literaria: Gloria Lozano
- Tema musical: Ángeles sin paraíso
- Autor: Luis Ignacio Guzmán Zaldívar
- Música adicional: Luis Ignacio Guzmán Zaldívar, David Rojo Huezo
- Ambientación: Eneida Rojas
- Escenografía: Mirsa Paz
- Diseño de vestuario: Silvia Terán
- Caracterización: Lupelena Goyeneche, Pedro Cárdenas
- Musicalización: Ignacio Pérez
- Editor: J.R. Navarro
- Jefe de producción en locación: Sonia Pérez Ortiz
- Director de diálogos: Luis Pardo
- Jefe de reparto: Víctor Hugo Saldierna
- Jefe de producción en foro: Jaime Gutiérrez Cáceres
- Coordinador de producción: Luis Luisillo Miguel
- Coordinadora general: Laura Mezta
- Gerente de producción: Xuitlaltzin Vázquez
- Director de cámaras: Manuel Ruiz Esparza
- Director: Juan Carlos Muñoz
- Productor: Pedro Damián

## Premios y nominaciones

### Premios TVyNovelas 1993
| Categoría            | Nominada               | Resultado |
| -------------------- | ---------------------- | --------- |
| Mejor primera actriz | Evita Muñoz "Chachita" | Nominada  |